# Équipe d'Espagne de football à la Coupe du monde 1962
L'équipe d'Espagne de football participe à la Coupe du monde 1962 organisée au Chili.

## Qualification pour la Coupe du monde
L'Espagne rencontre le Pays de Galles dans le groupe 9 des qualifications. Par une victoire à l'extérieur 2-1 et un match nul 1-1 à domicile, l'Espagne se qualifie pour un match de barrage contre une équipe africaine. Après deux victoires contre l'Équipe du Maroc de football, l'Espagne se qualifie pour la Coupe du monde 1962.
| 19 avril 1961 | Pays de Galles | 1 - 2 | Espagne                     | Ninian Park, Cardiff                            |                                                 |
|               | Woosnam 7e     |       | Foncho 21e · Di Stéfano 75e | Spectateurs : 45 000 Arbitrage : M. Reymaeckers | Spectateurs : 45 000 Arbitrage : M. Reymaeckers |

| 28 mai 1961 | Espagne   | 1 - 1 | Pays de Galles   | Stade Santiago Bernabéu, Madrid           |                                           |
|             | Peiró 55e |       | I. Allchurch 70e | Spectateurs : 100 000 Arbitrage : M. Horn | Spectateurs : 100 000 Arbitrage : M. Horn |

| 12 novembre 1961 | Maroc | 0 - 1 | Espagne     | Stade Marcel Cerdan, Casablanca            |                                            |
|                  |       |       | del Sol 80e | Spectateurs : 25 000 Arbitrage : M. Mellet | Spectateurs : 25 000 Arbitrage : M. Mellet |

| 23 novembre 1961 | Espagne                                     | 3 - 2 | Maroc                      | Stade Santiago Bernabéu, Madrid               |                                               |
|                  | Marcelino 11e · Di Stéfano 44e · Collar 60e |       | Riahi 40e · Ben Belaïd 75e | Spectateurs : 60 000 Arbitrage : Cesare Jonni | Spectateurs : 60 000 Arbitrage : Cesare Jonni |

## Coupe du monde
L'Espagne est éliminée au premier tour en terminant quatrième du groupe 3.
| Classement final |                 |     |   |   |   |   |    |    |      |
|                  | Équipe          | Pts | J | G | N | P | BP | BC | Diff |
| 1                | Brésil          | 5   | 3 | 2 | 1 | 0 | 4  | 1  | +3   |
| 2                | Tchécoslovaquie | 3   | 3 | 1 | 1 | 1 | 2  | 3  | -1   |
| 3                | Mexique         | 2   | 3 | 1 | 0 | 2 | 3  | 4  | -1   |
| 4                | Espagne         | 2   | 3 | 1 | 0 | 2 | 2  | 3  | -1   |

| 30 mai | Brésil          | 2 | 0 | Mexique         |
| 31 mai | Tchécoslovaquie | 1 | 0 | Espagne         |
| 2 juin | Brésil          | 0 | 0 | Tchécoslovaquie |
| 3 juin | Espagne         | 1 | 0 | Mexique         |
| 7 juin | Brésil          | 2 | 1 | Espagne         |
| 8 juin | Mexique         | 3 | 1 | Tchécoslovaquie |

| 31 mai 1962 | Tchécoslovaquie | 1 - 0 | Espagne | Estadio Sausalito, Viña del Mar             |                                             |
| 15:00       | Štibrányi 80e   |       |         | Spectateurs : 12 700 Arbitrage : M. Steiner | Spectateurs : 12 700 Arbitrage : M. Steiner |
| 15:00       | (Rapport)       |       |         | Spectateurs : 12 700 Arbitrage : M. Steiner | Spectateurs : 12 700 Arbitrage : M. Steiner |

| 3 juin 1962 | Espagne   | 1 - 0 | Mexique | Estadio Sausalito, Viña del Mar             |                                             |
| 15:00       | Peiró 90e |       |         | Spectateurs : 11 875 Arbitrage : M. Tesanić | Spectateurs : 11 875 Arbitrage : M. Tesanić |
| 15:00       | (Rapport) |       |         | Spectateurs : 11 875 Arbitrage : M. Tesanić | Spectateurs : 11 875 Arbitrage : M. Tesanić |

| 6 juin 1962                       | Brésil            | 2 - 1 | Espagne      | Estadio Sausalito, Viña del Mar                |                                                |
| 15:00 · Historique des rencontres | Amarildo 72e, 86e |       | Adelardo 35e | Spectateurs : 18 715 Arbitrage : M. Bustamante | Spectateurs : 18 715 Arbitrage : M. Bustamante |
| 15:00 · Historique des rencontres | (Rapport)         |       |              | Spectateurs : 18 715 Arbitrage : M. Bustamante | Spectateurs : 18 715 Arbitrage : M. Bustamante |